# Goldene Kamera 1966
Die Verleihung der Goldenen Kamera 1966 fand am 12. Januar 1967 im Verlagshaus der Axel Springer GmbH in Berlin statt. Es war die 2. Verleihung dieser Auszeichnung. Das Publikum wurde durch den Verleger Axel Springer begrüßt. Die Verleihung der Preise und die Moderation übernahm Hans Bluhm, der Chefredakteur der Programmzeitschrift Hörzu (damals noch Hör zu). An der Veranstaltung nahmen etwa 200 Gäste teil. Die Verleihung wurde nicht im Fernsehen übertragen. Die Leser wählten in der Kategorie Beliebtester Auslandsserienstar ihren Favoriten.

## Preisträger

### Schauspieler
- Wolfgang Kieling – Geschlossene Gesellschaft
- Rolf Boysen – Wandlungsfähigkeit in sechs unterschiedlichen Hauptrollen

### Schauspielerin
- Karin Baal – Ein Mädchen von heute
- Elisabeth Wiedemann – Spätere Heirat erwünscht

### Beliebtester Auslandsserienstar
- David Janssen – Auf der Flucht (Hör zu-Leserwahl)

### Bester Showmaster
- Peter Frankenfeld – Vergißmeinnicht

### Beste Regie
- John Olden, Claus Peter Witt – Die Gentlemen bitten zur Kasse

### Beste Reportage
- Olrik Breckoff – Lohntütenball und Von Danzig nach Gdansk

### Beste Moderation
- Werner Höfer – Der Internationale Frühschoppen
- Helmut Zilk – Auslandsecho
- Eduard Zimmermann – Vorsicht Falle!

## Sonstiges
Inge Meysel nahm die Auszeichnung für ihren verstorbenen Mann, dem Regisseur John Olden, entgegen. Dieser starb bei den Dreharbeiten zum Film Die Gentlemen bitten zur Kasse.